# Turiaçu (Rio de Janeiro)
Turiaçu é um bairro da Zona Norte do município do Rio de Janeiro. 
Faz limite com Rocha Miranda, Irajá, Vaz Lobo, Madureira e Osvaldo Cruz.
Seu IDH, no ano 2000, era de 0,812, o 79º melhor do município do Rio de Janeiro.. 

## História
O nome do bairro vem da soma das palavras indígenas TURY ou TORY, "Facho", e AÇÚ, "grande, extenso"; significando "o fogaréu", ou o "fogaréu feito de sapê".
Na região, atravessada pela estrada do Otaviano - que se referia ao comerciante Otaviano José da Cunha, que tinha seu estabelecimento no Largo do Otaviano -, ficava o Engenho do "Vira-Mundo", o último grande fabricante de rapadura e cachaça, depois da decadência do Engenho de Portela.
Com a inauguração da Estrada de Ferro Melhoramentos do Brasil (atual linha auxiliar), foi instalada a estação de Turiaçu em 1898, atualmente abandonada e não mais utilizada como ponto de parada dos trens.
Atualmente é um pequeno bairro, onde predominam as residências. Se estende entre a linha férrea e as encostas do morro do Sapê. Atravessado pela faixa das linhas de transmissão de energia da Light, o bairro de Turiaçu tem grandes pedreiras desativadas no morro do Sapê e, como destaque, a indústria de produtos alimentícios Fábrica de Biscoitos Piraquê que fica na rua Leopoldino de Oliveira; além da Paróquia Santa Rita de Cássia. Está dentro da zona de influência do centro de comércio e serviços de Madureira. 

## Localização
O bairro de Turiaçu faz parte da região administrativa de Madureira. Os bairros integrantes dessa região administrativa são: Bento Ribeiro, Campinho, Cascadura, Cavalcante, Engenheiro Leal, Honório Gurgel, Madureira, Marechal Hermes, Osvaldo Cruz, Quintino Bocaiúva, Rocha Miranda, Turiaçu e Vaz Lobo.
A denominação, delimitação e codificação do bairro foi estabelecida pelo Decreto Nº 3158, de 23 de julho de 1981 com alterações do Decreto Nº 5280, de 23 de agosto de 1985.

### Curiosidades
- Pelo fato de ser um bairro pequeno, é pouco conhecido pelos cariocas, sendo confundido como parte do bairro de Madureira, mas na verdade Madureira é um bairro vizinho a ele, assim como o bairro de Engenheiro Leal.

- No bairro se localiza uma favela chamada Morro do Turiaçu, aumentando o preconceito com o subúrbio carioca achando que o bairro é uma favela, mas na verdade não é.

- No bairro se localiza uma das maiores fabricantes de biscoitos do país, a Piraquê.